# جرم ویریال
جرم ویریال (انگلیسی: Virial mass) در اخترفیزیک ، جرم ویریال، جرم یک سیستم اخترفیزیکی گرانشی است، با فرض اینکه بتوان قضیه ویریال را برای آن اعمال نمود. در زمینه شکل‌گیری و تکامل کهکشان‌ها و هاله‌های ماده تاریک، جرم ویریال به عنوان جرم محصور در شعاع ویریال {\displaystyle r_{\text{vir}}} یک سیستم کران دار گرانشی تعریف می‌شود. 
شعاع ویریال با استفاده از مدل 'بالا کلاه' تعیین می شود. یک چگالی اختلال کروی 'کلاه بالایی' که قرار است به یک کهکشان تبدیل شود، شروع به انبساط می کند، اما انبساط به دلیل فروپاشی جرم تحت گرانش متوقف می شود و معکوس می شود تا زمانی که کره به تعادل برسد - در این حالت گفته می شود که چگالی اختلال کروی ویریالی شده است. در این شعاع، کره از قضیه ویریال پیروی می‌کند که می‌گوید انرژی جنبشی متوسط برابر است با منهای یک نیم برابر میانگین انرژی پتانسیل، {\displaystyle \langle T\rangle =-{\frac {1}{2}}\langle U\rangle }، و این شعاع، شعاع ویریال را مشخص می‌کند.

## شعاع ویریال
شعاع ویریال یک سیستم اخترفیزیکی کران دار گرانشی شعاعی است که قضیه ویریال در آن اعمال می‌شود. این تعریف شعاعی است که در آن چگالی برابر است با چگالی بحرانیِ {\displaystyle \rho _{c}} کیهان در انتقال به سرخ سیستم، ضرب در ثابت فوق چگال {\displaystyle \Delta _{c}}:
{\displaystyle \rho (<r_{\rm {vir}})=\Delta _{c}\rho _{c}(t)=\Delta _{c}{\frac {3H^{2}(t)}{8\pi G}},}
که در اینجا{\displaystyle \rho (<r_{\rm {vir}})} چگالی متوسط هاله در آن شعاع، {\displaystyle \Delta _{c}} یک پارامتر، {\displaystyle \rho _{c}(t)={\frac {3H^{2}(t)}{8\pi G}}} چگالی بحرانی جهان، {\displaystyle H^{2}(t)=H_{0}^{2}[\Omega _{r}(1+z)^{4}+\Omega _{m}(1+z)^{3}+(1-\Omega _{tot})(1+z)^{2}+\Omega _{\Lambda }]} پارامتر هابل و {\displaystyle r_{\rm {vir}}} شعاع ویریال است.